# Боб Пејзли
Роберт Боб Пејзли (енгл. Robert Bob Paisley; 23. јануар 1919 — 14. фебруар 1996) био је енглески фудбалер и тренер. Као тренер водио је Ливерпул до великих успеха у Купу европских шампиона.

## Биографија
Током фудбалске каријере био је капитен Ливерпула, а након завршетка играчке каријере, придружио се тренерском штабу клуба. Био је помоћник Била Шенклија и преузео је тим након што се легендарни тренер клуба повукао. Под Пејзлијем, Ливерпул је одиграо 490 такмичарских утакмица. Резултат је 275 победа, 91 нерешено и 124 пораза. Током овог периода, клуб је освојио 19 великих трофеја, укључујући шест титула шампиона Прве дивизије.
Један је од четири тренера на свету који су три пута освојили Лигу шампиона. Освојио је трофеј (тада под називом Куп европских шампиона) са Ливерпулом 1977, 1978. и 1981. године. Са клубом је освојио и један трофеј Купа УЕФА 1976. године.

## Успеси

### Менаџер
Ливерпул
- Куп европских шампиона: 1977, 1978, 1981.
- Прва дивизија Енглеске: 1976, 1977, 1979, 1980, 1982, 1983.
- Комјунити шилд: 1974, 1976, 1977, 1979, 1980, 1982.
- Лига куп Енглеске: 1981, 1982, 1983.
- Куп УЕФА: 1976.
- Суперкуп Европе: 1977.